# Литературно-мемориальный музей Д. Н. Мамина-Сибиряка
Литературно-мемориальный музей Д. Н. Мамина-Сибиряка — дом-музей русского писателя-классика Дмитрия Наркисовича Мамина-Сибиряка, открытый в 1979 году в доме отца писателя Наркиса Матвеевича Мамина в старинном уральском посёлке Висиме в Пригородном районе Свердловской области (Россия), вблизи города Нижнего Тагила. Музей является частью нижнетагильского музейного объединения Музей-заповедник «Горнозаводской Урал». Один из трёх музеев посёлка.

## История

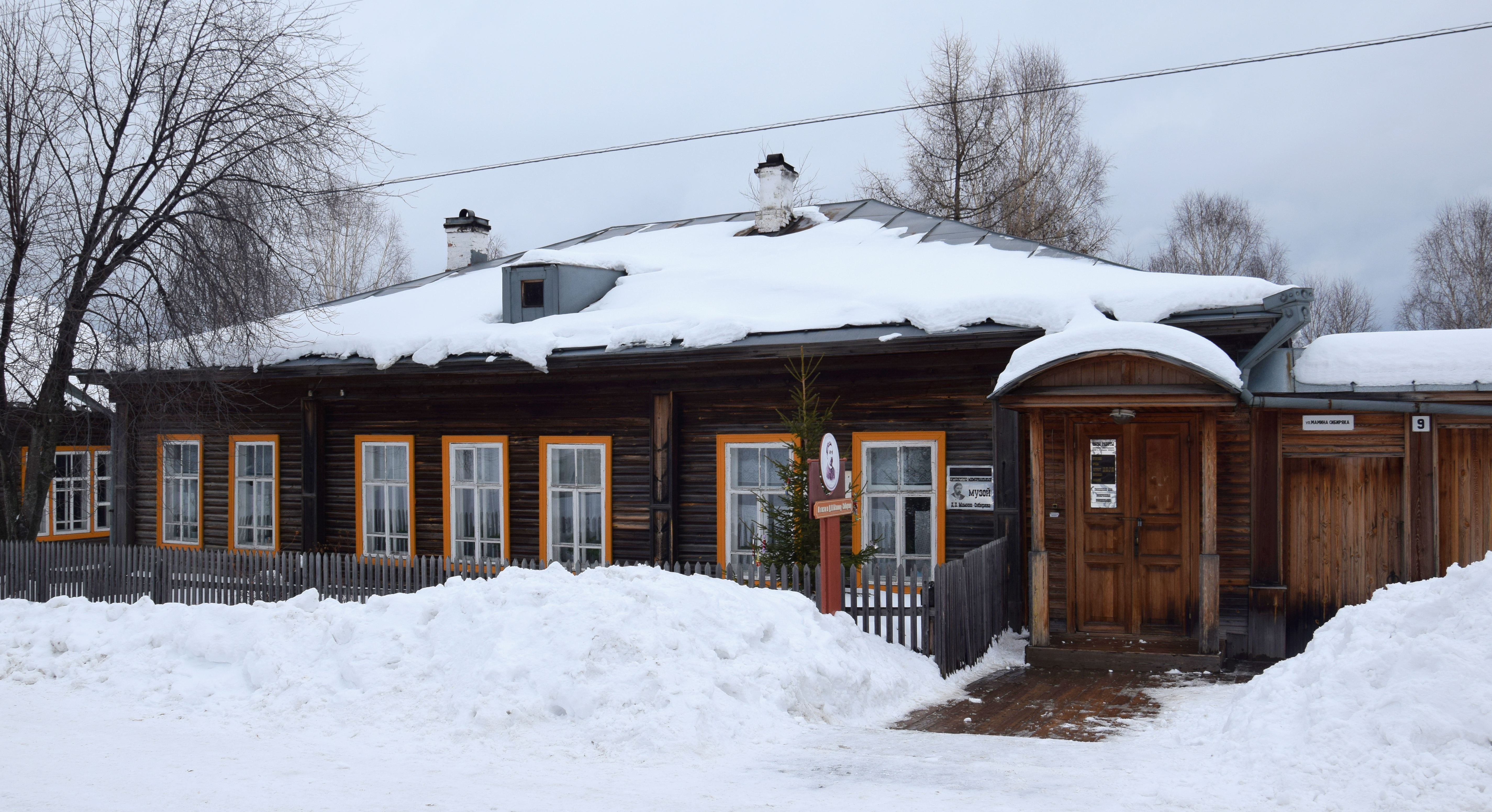
Дом-музей Мамина-Сибиряка зимой

Музей открыт в доме Наркиса Матвеевича Мамина — отца русского писателя Дмитрия Наркисовича Мамина-Сибиряка в посёлке Висим в 1979 году. Здесь писатель родился и провёл своё детство и юные годы (1852—1868 гг.). По завещанию дочери писателя Елены Дмитриевны Маминой в 1946 году в доме, где жил Д. Н. Мамин-Сибиряк в Екатеринбурге был открыт Литературно-мемориальный дом-музей Д. Н. Мамина-Сибиряка, а в 1959 году родном доме писателя в п. Висиме открыли его памятную комнату. В 1979 году памятная комната была преобразована в дом-музей Д. Н. Мамина-Сибиряка в честь великого русского писателя. В 2002 году после реконструкции висимского дома-музея писателя была открыта новая экспозиция.

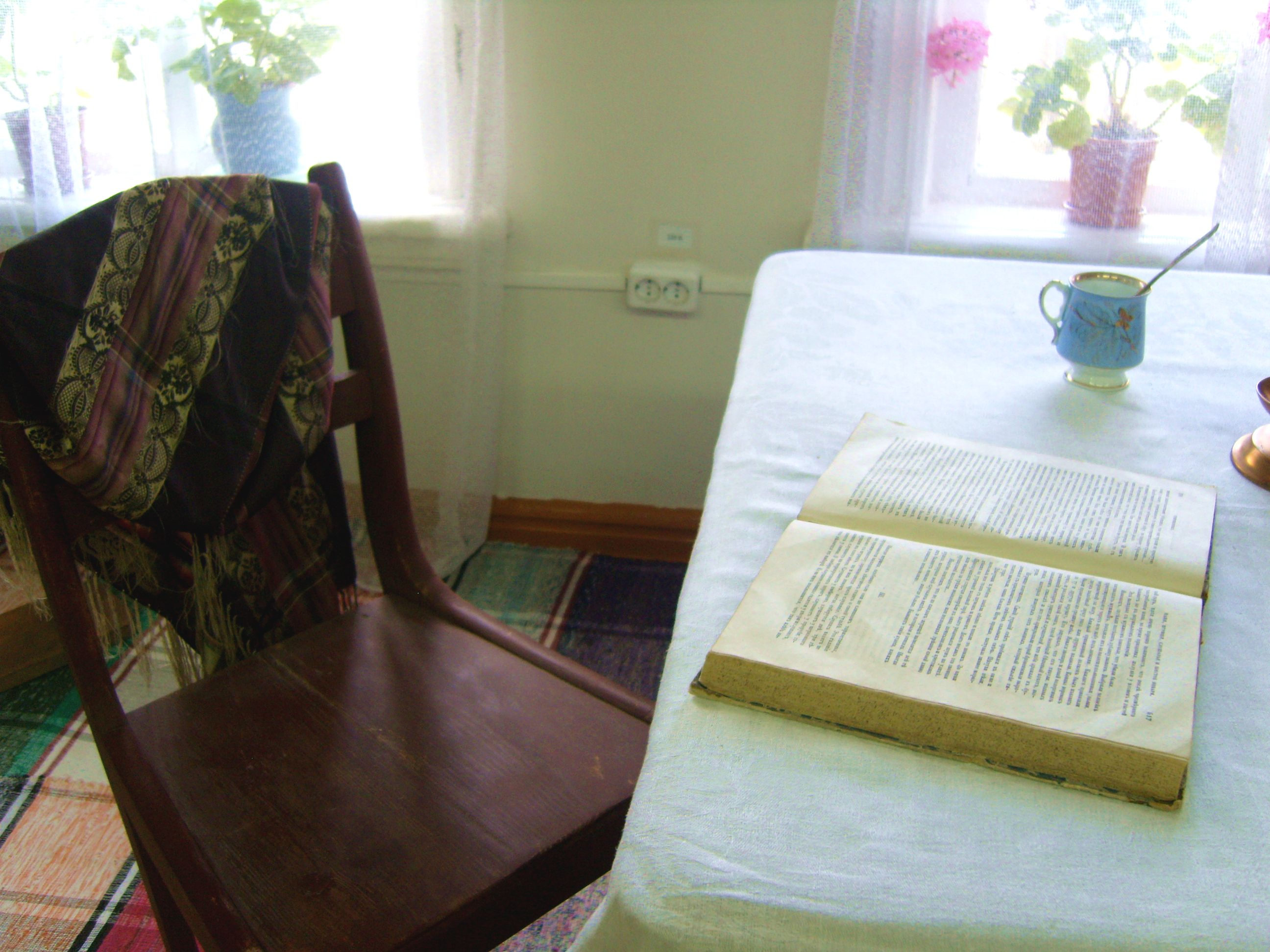
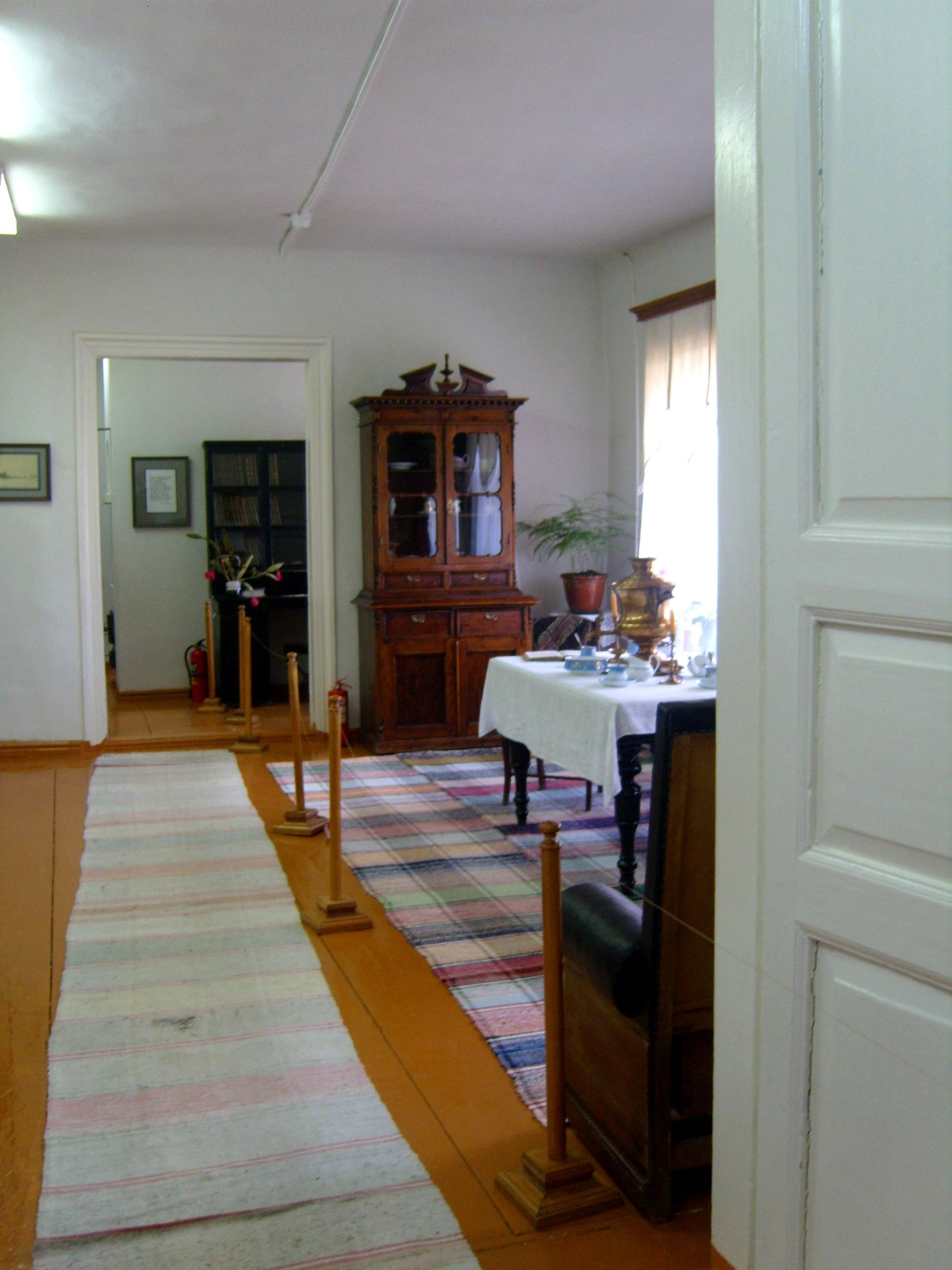
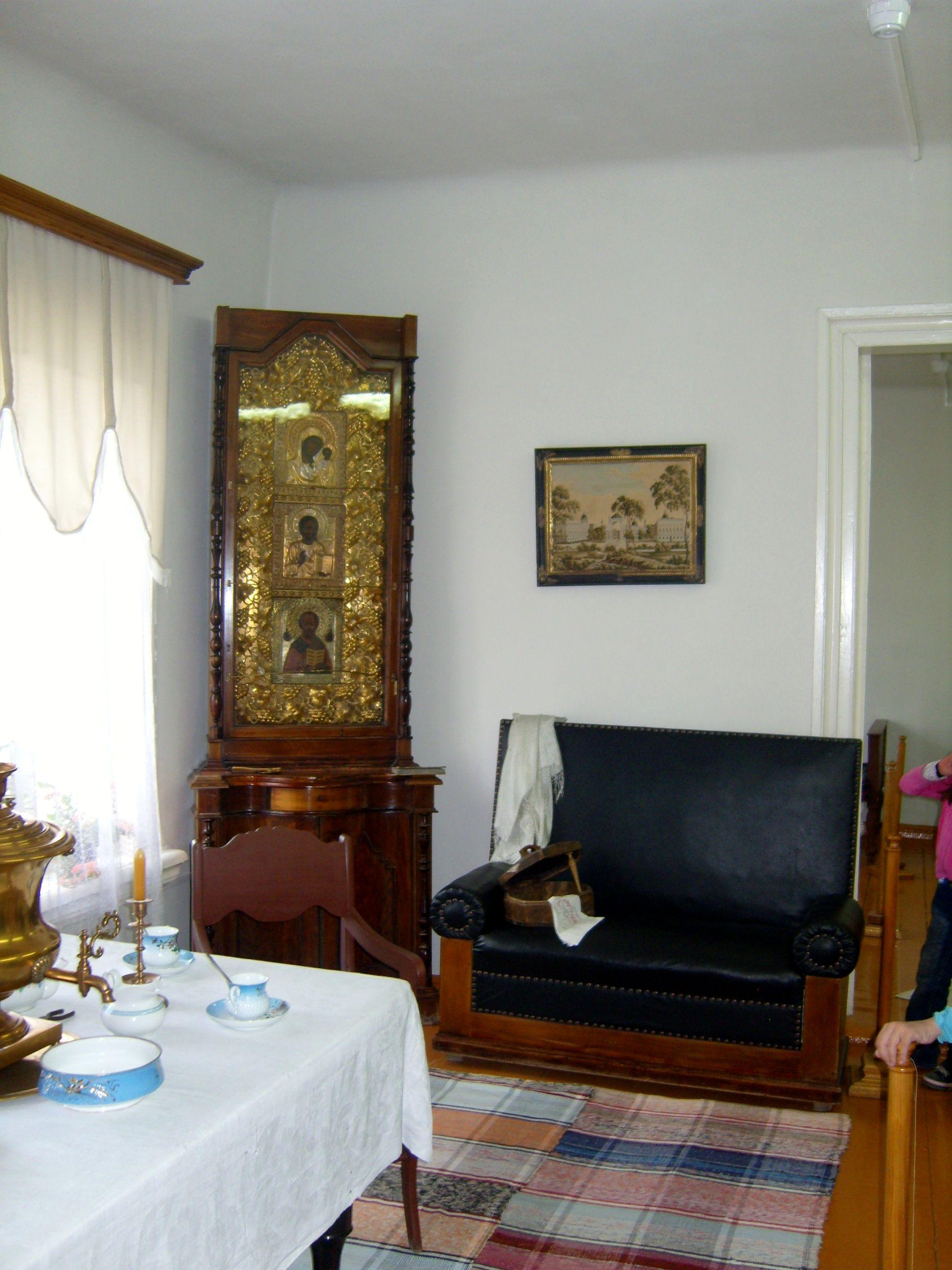

Интерьер дома-музея:

## Экспозиция
Музей включает в себя помещения кухни, спальни и кабинета отца писателя Н. М. Мамина. Все интерьеры были воссозданы по воспоминаниям самого писателя и его семьи. В мемориальных комнатах висят портреты родителей писателя Анны Семёновны и Наркиса Матвеевича Маминых, а также его брата и друзей. В экспозиции собрано много писем писателя. В литературной части музея собраны самые известные произведения Д. Н. Мамина-Сибиряка.
Помимо этого в музее представлена экспозиция быта и истории Висимо-Шайтанского заводского посёлка, с которым были связаны жизнь и творчество писателя. В экспозиции хранятся подлинные предметы быта жителей посёлка, старинные инструменты, одежда XIX века, картины и скульптуры уральских художников. В диораме воспроизведён Висимо-Шайтанский завод с посёлком.

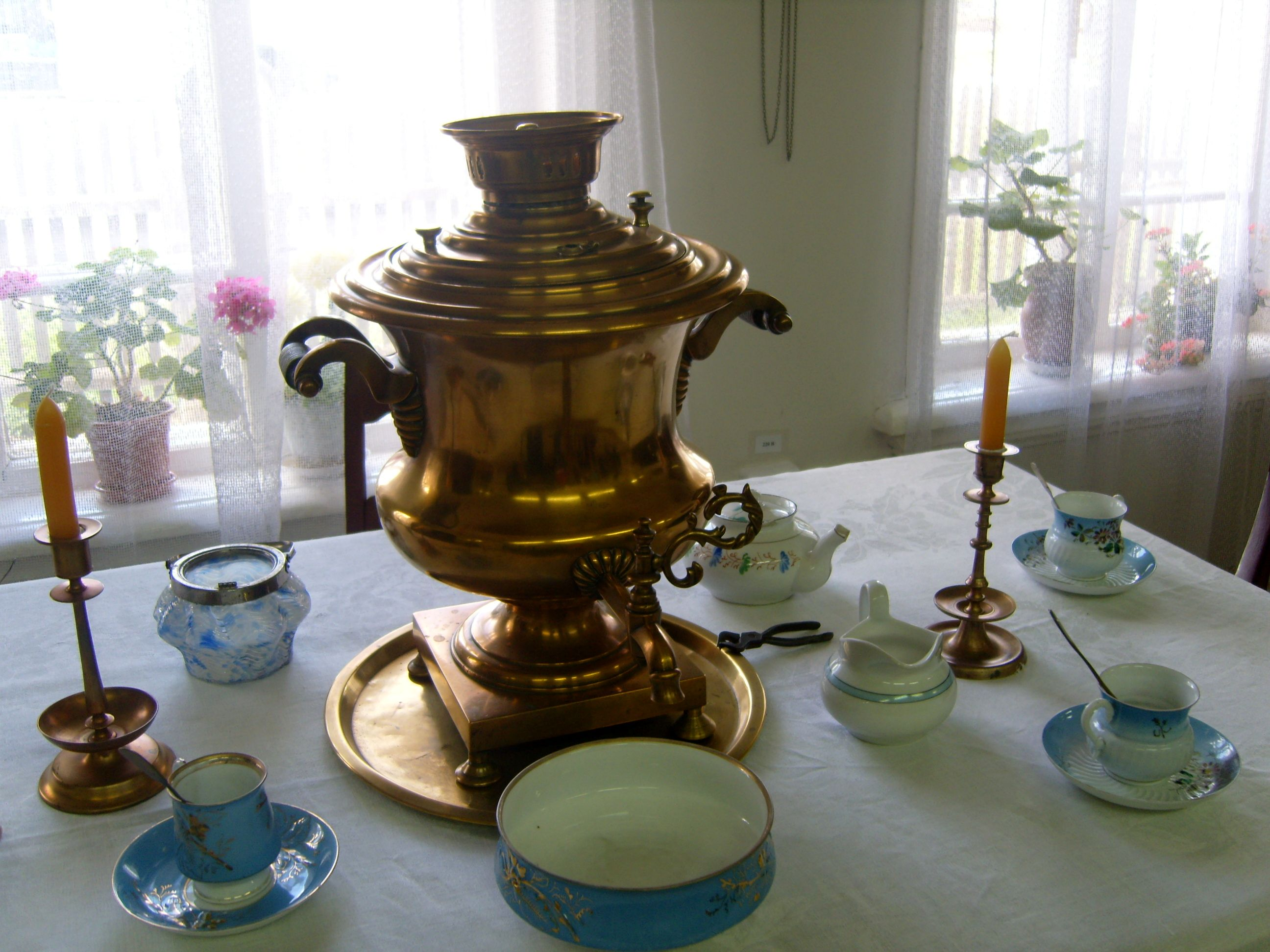
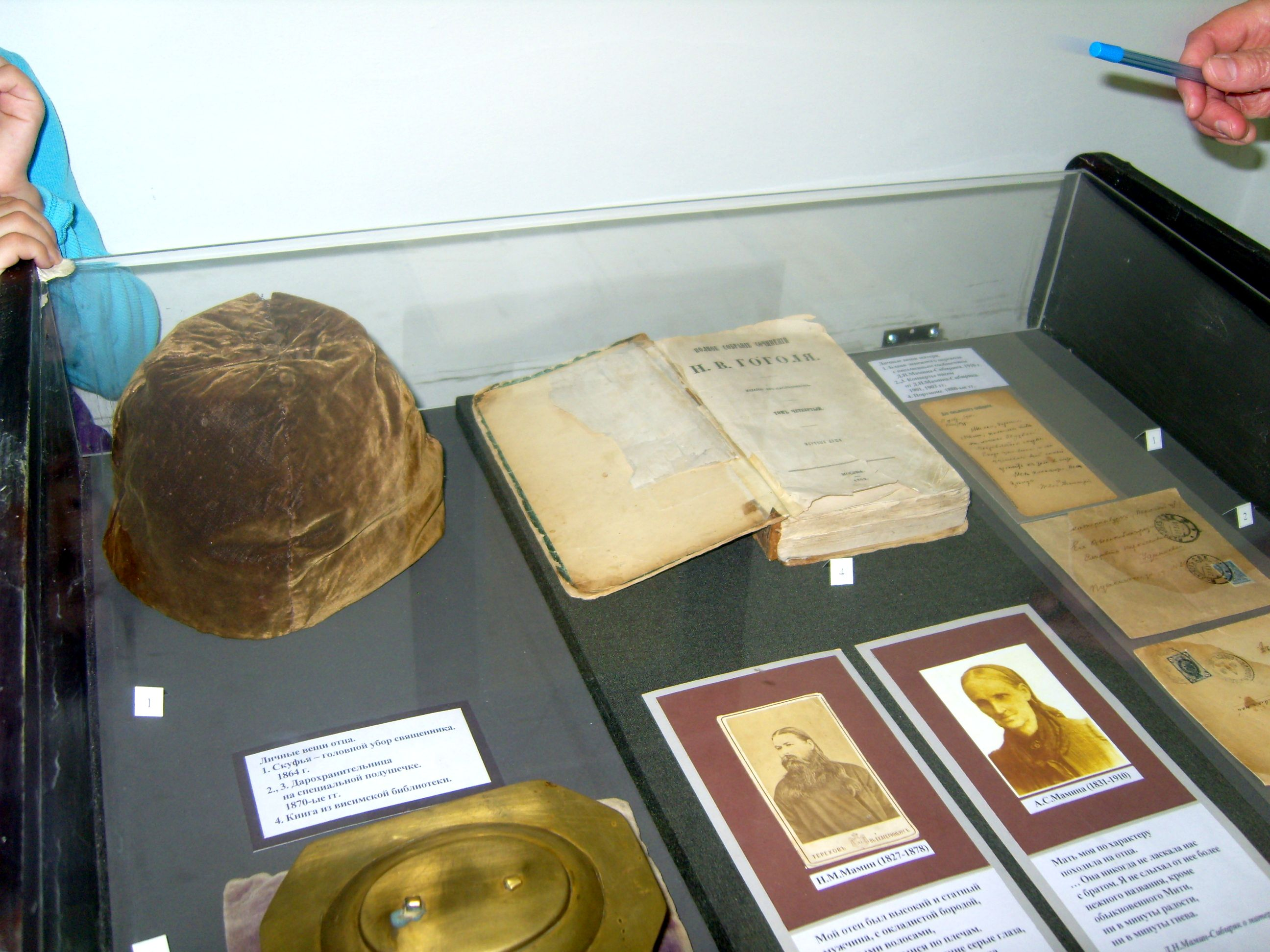
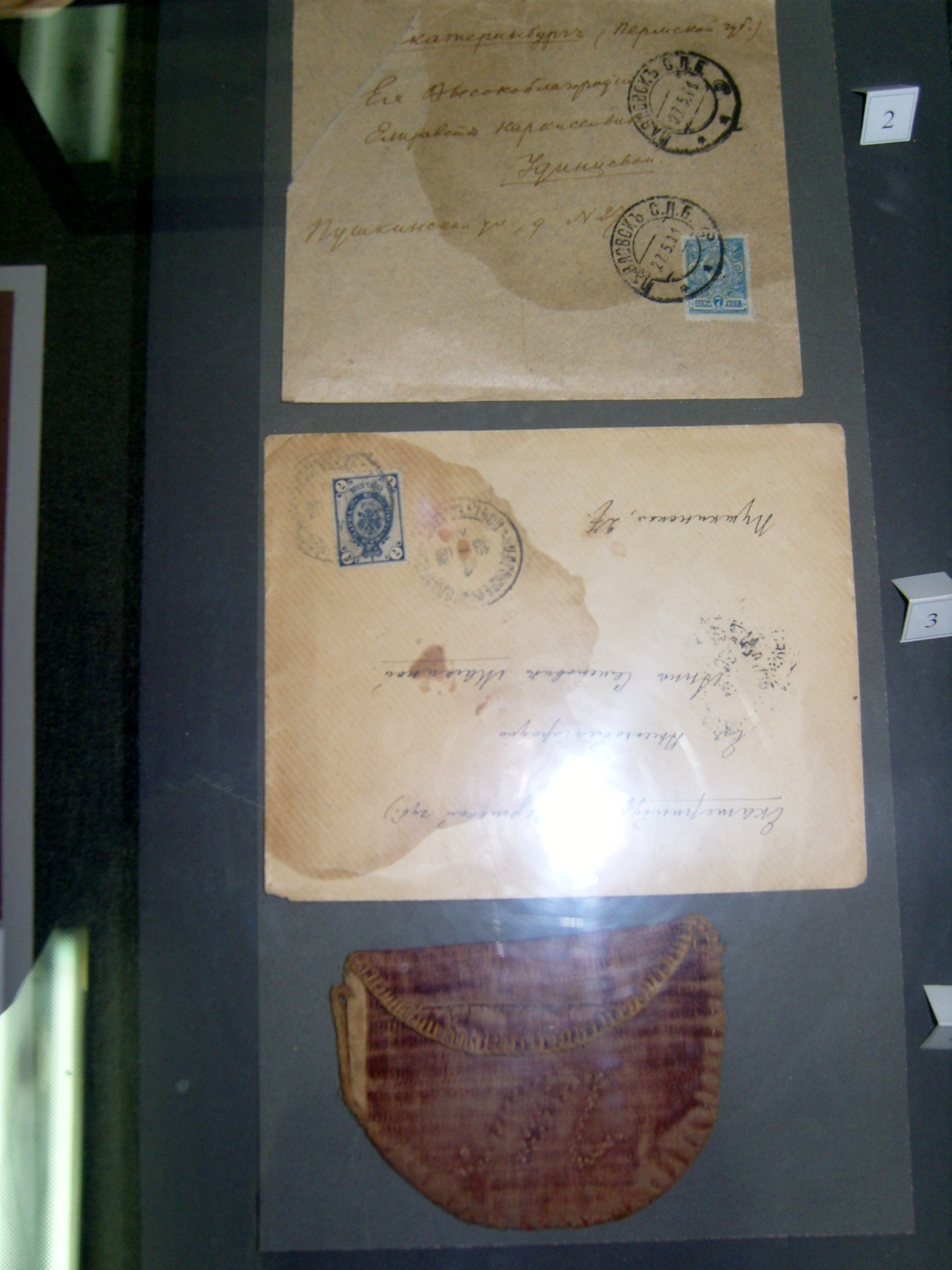
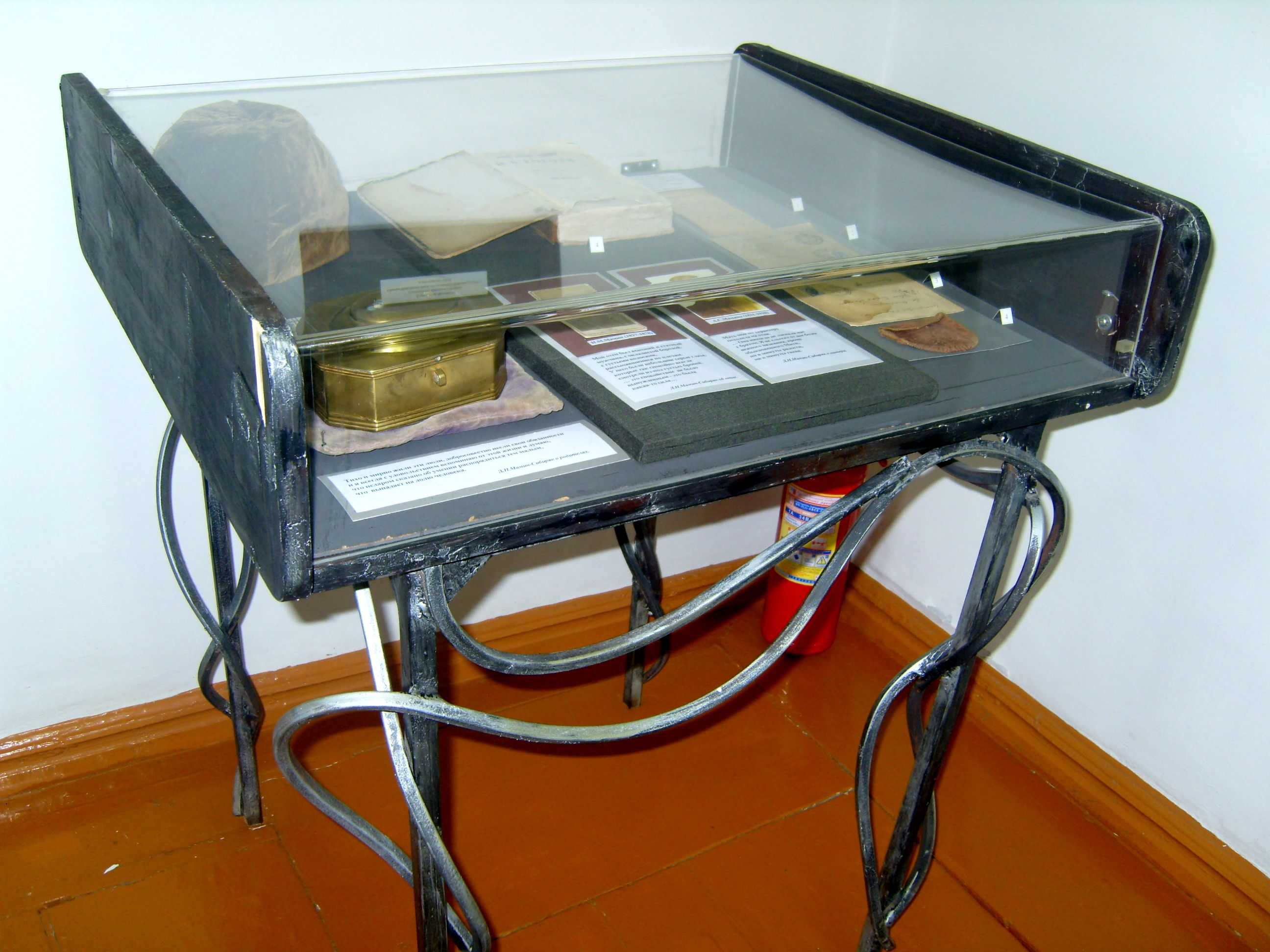
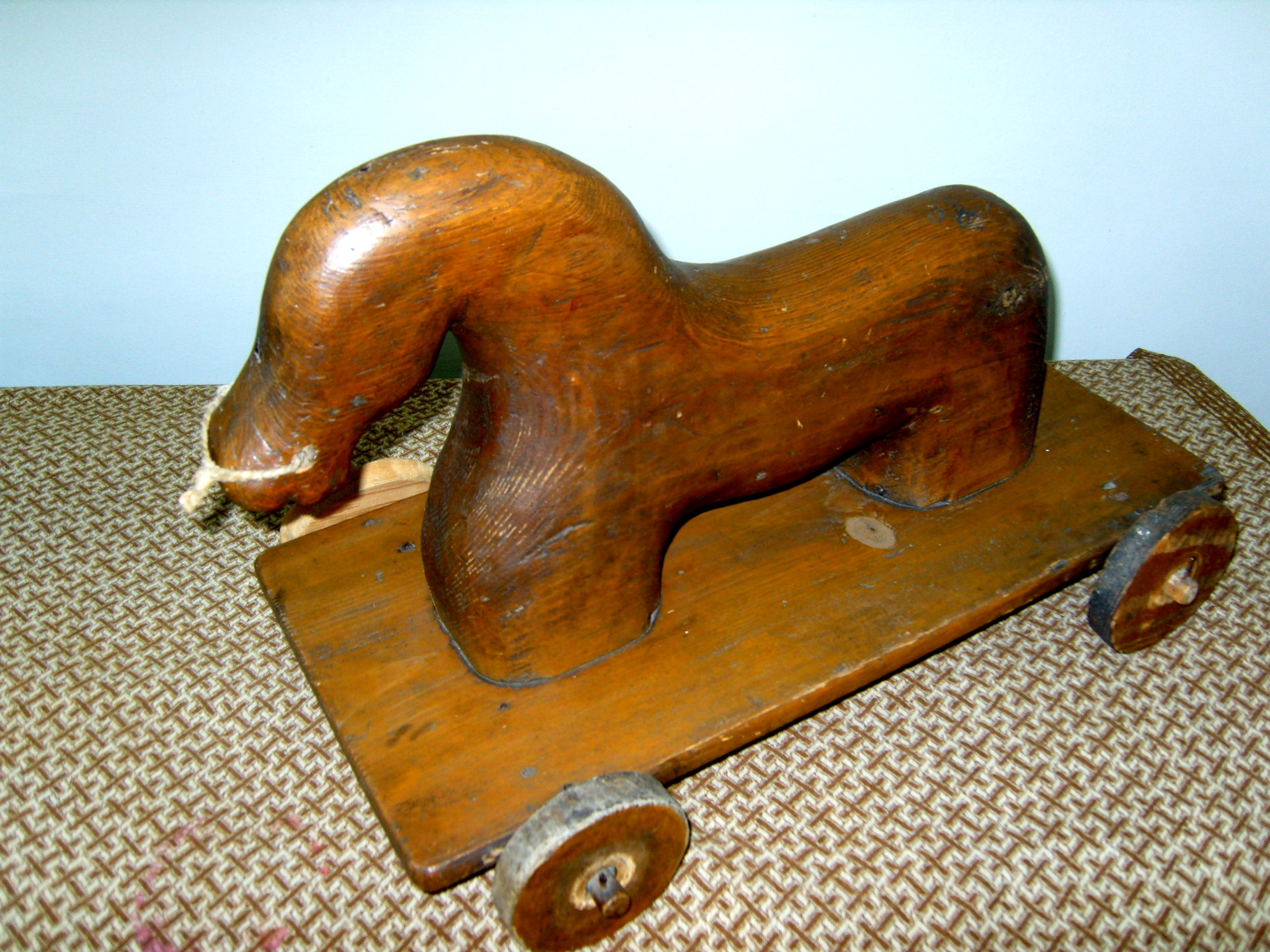
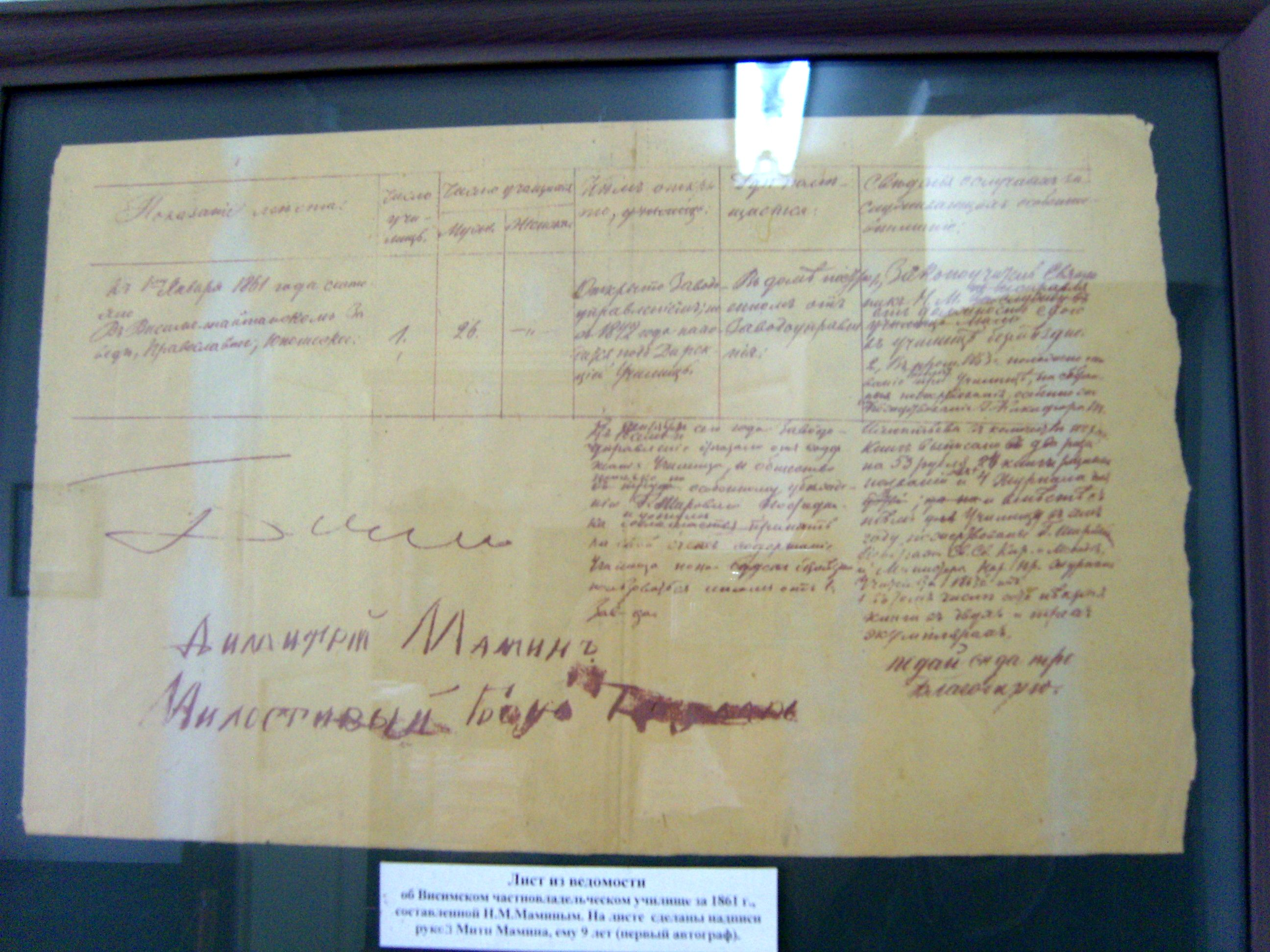
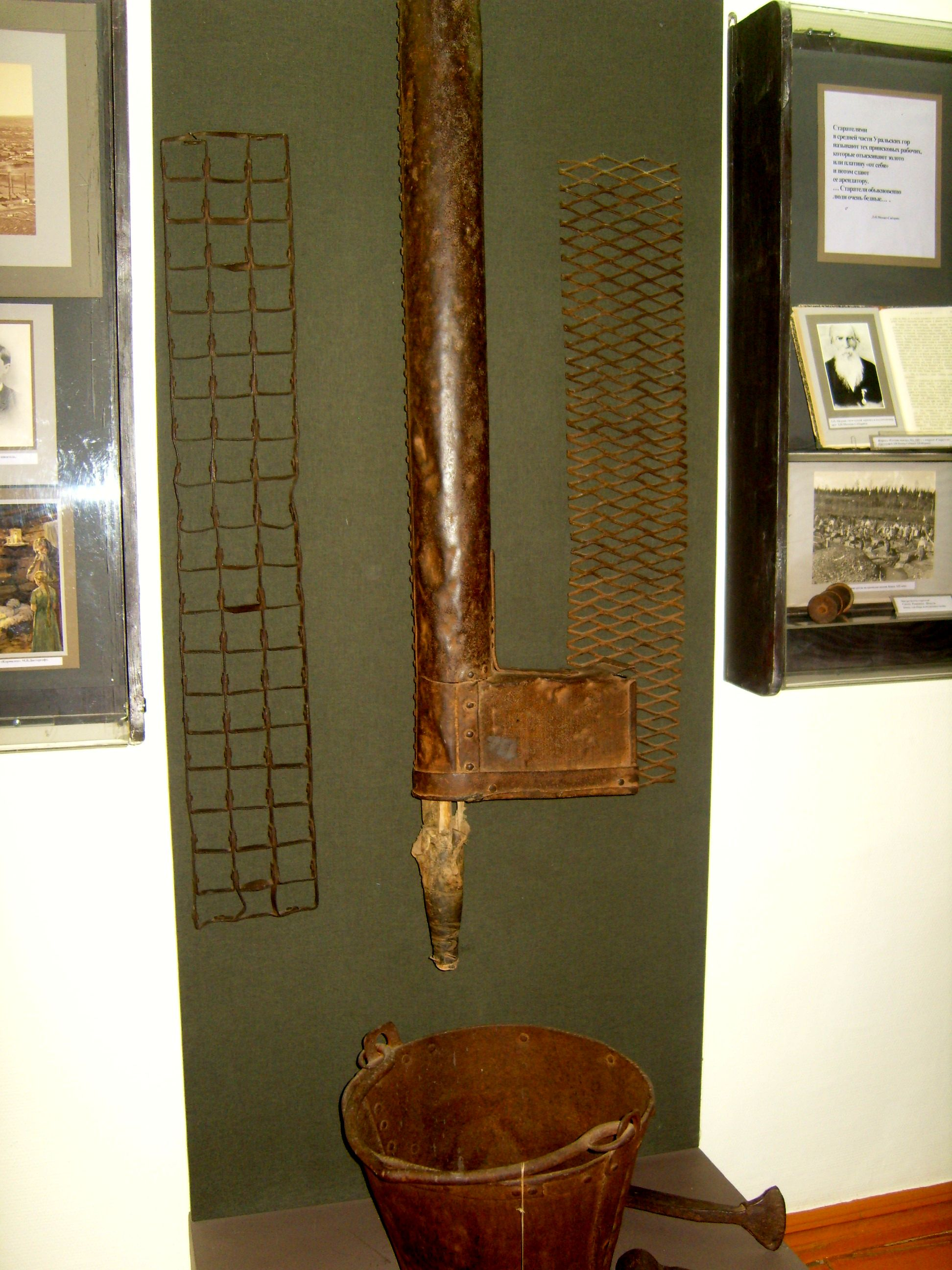
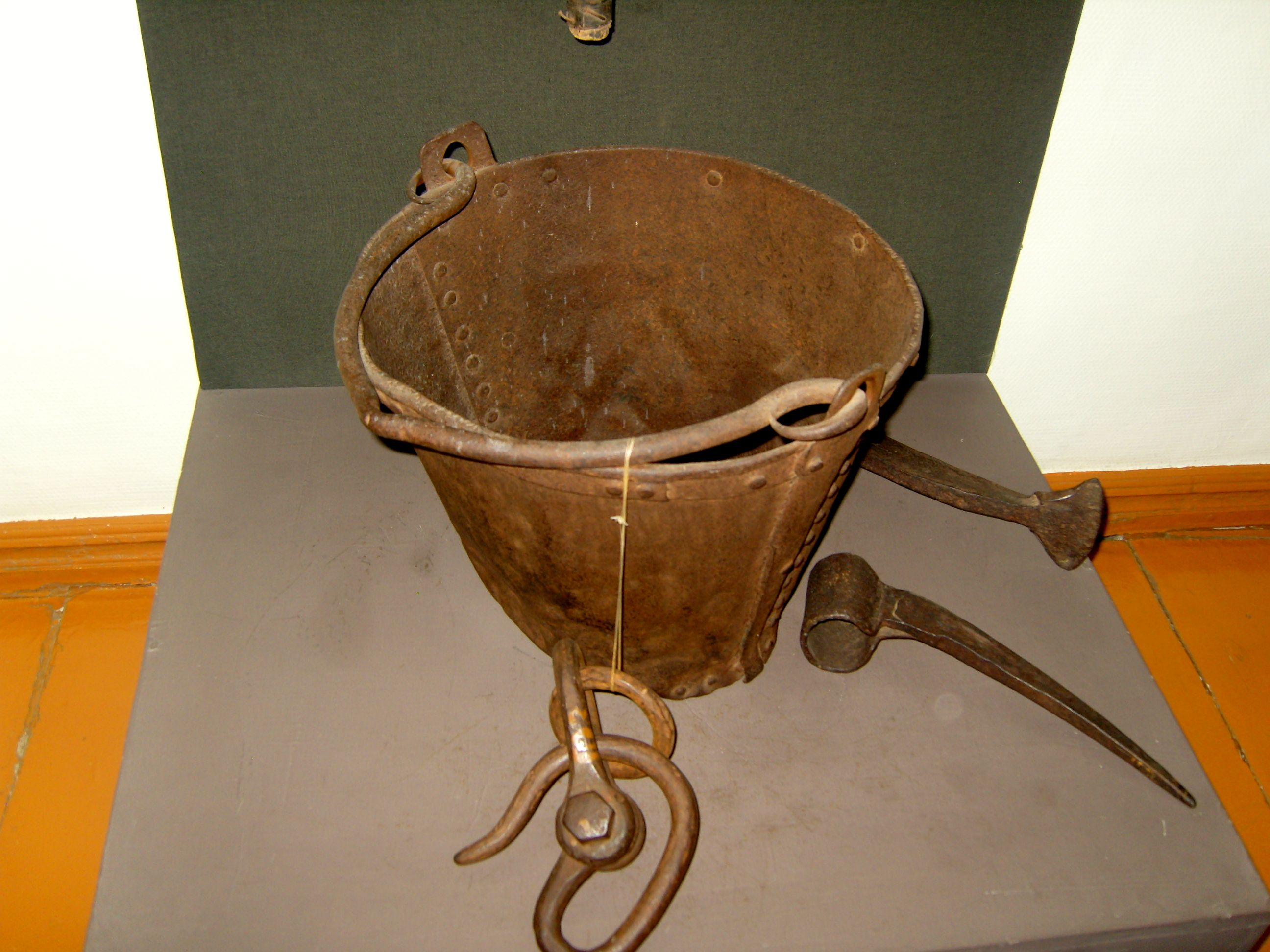
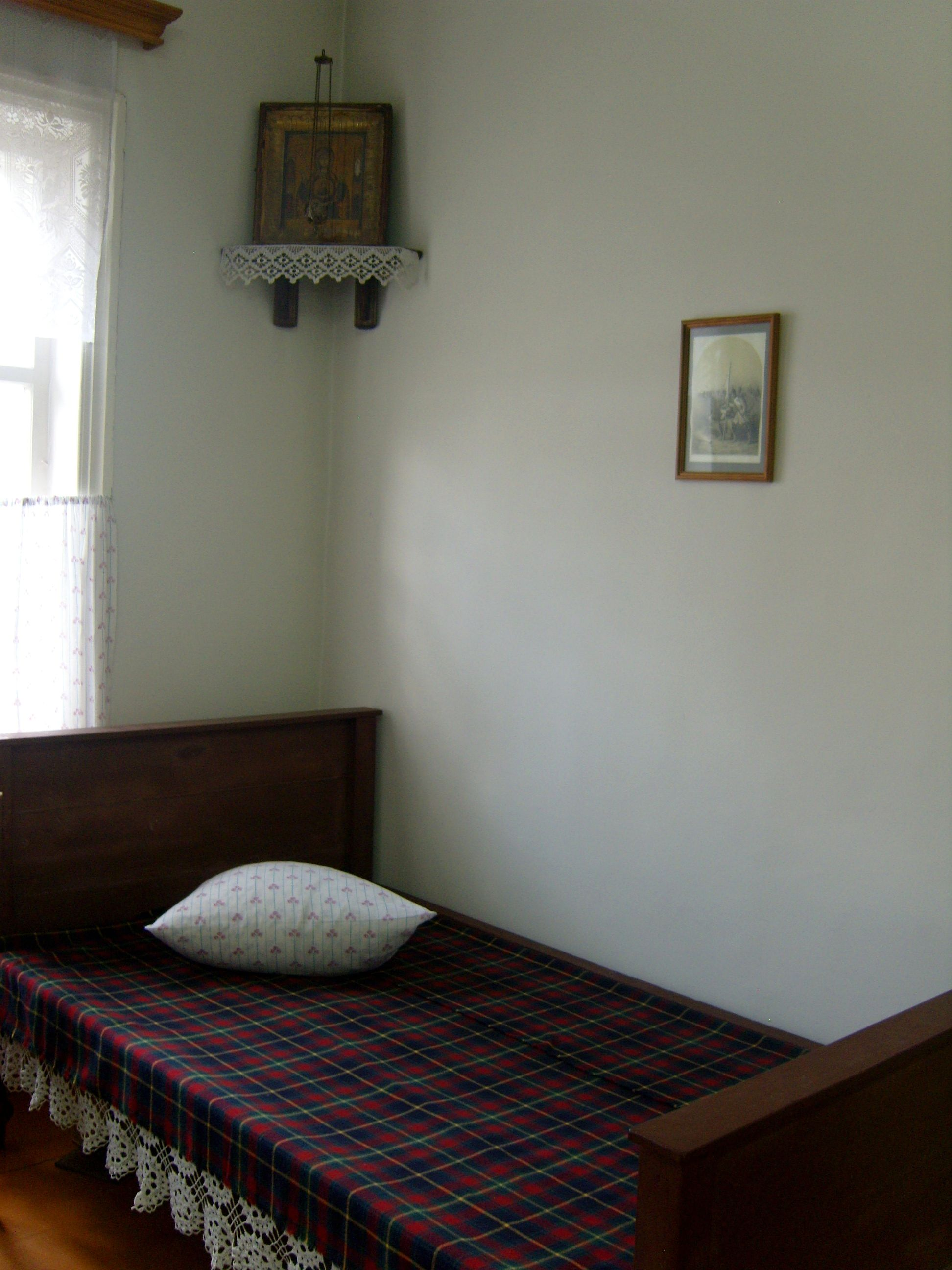
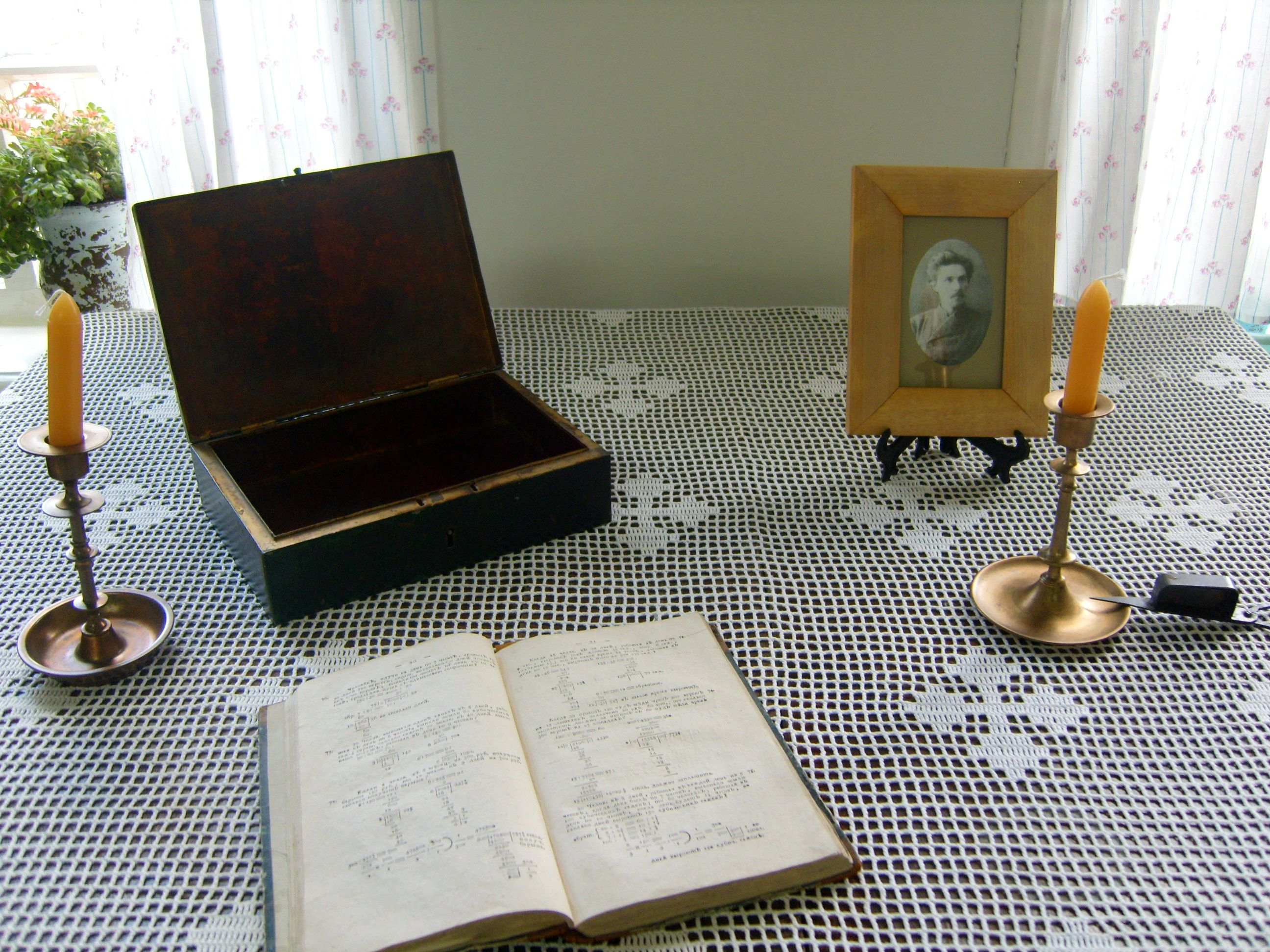
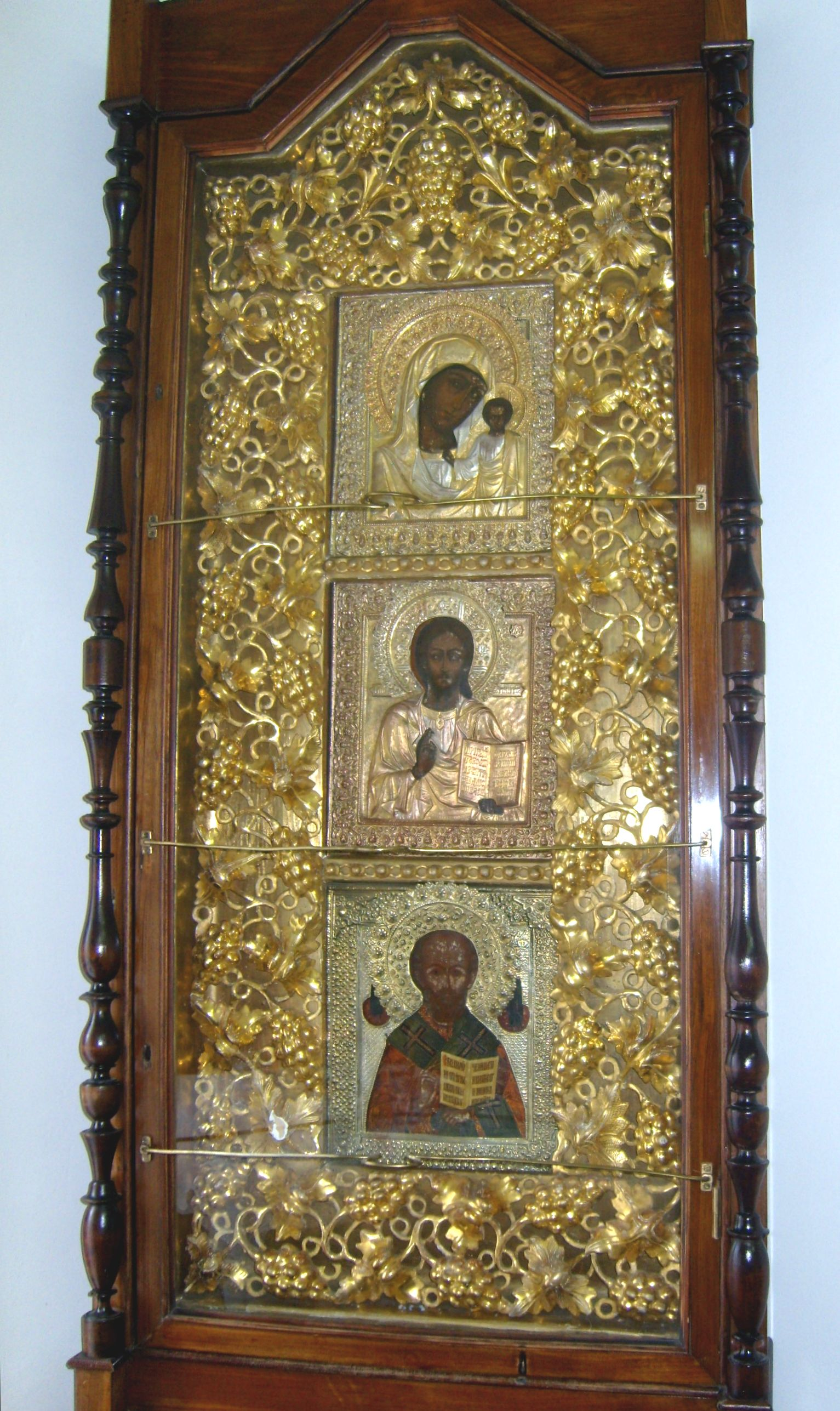
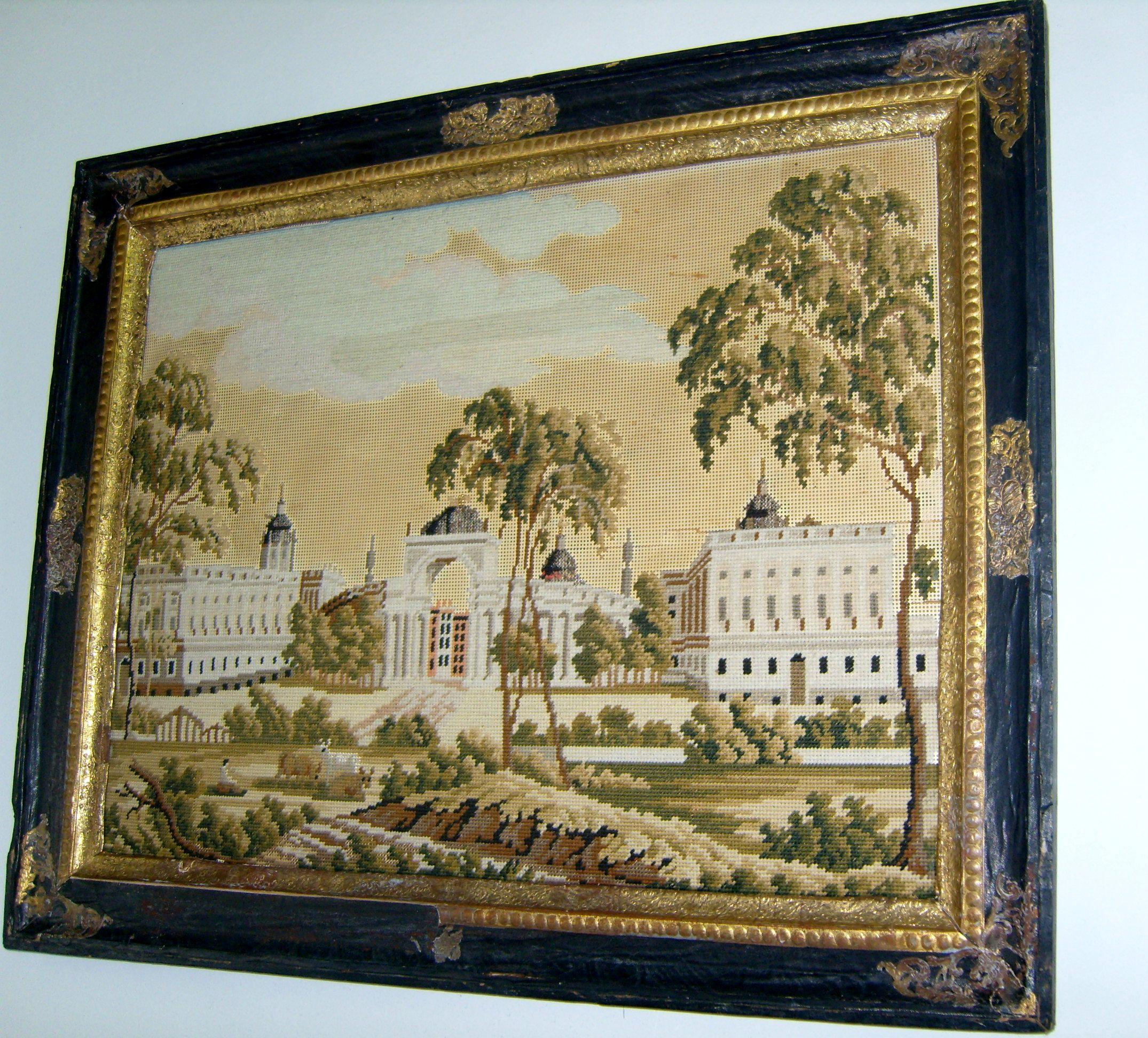
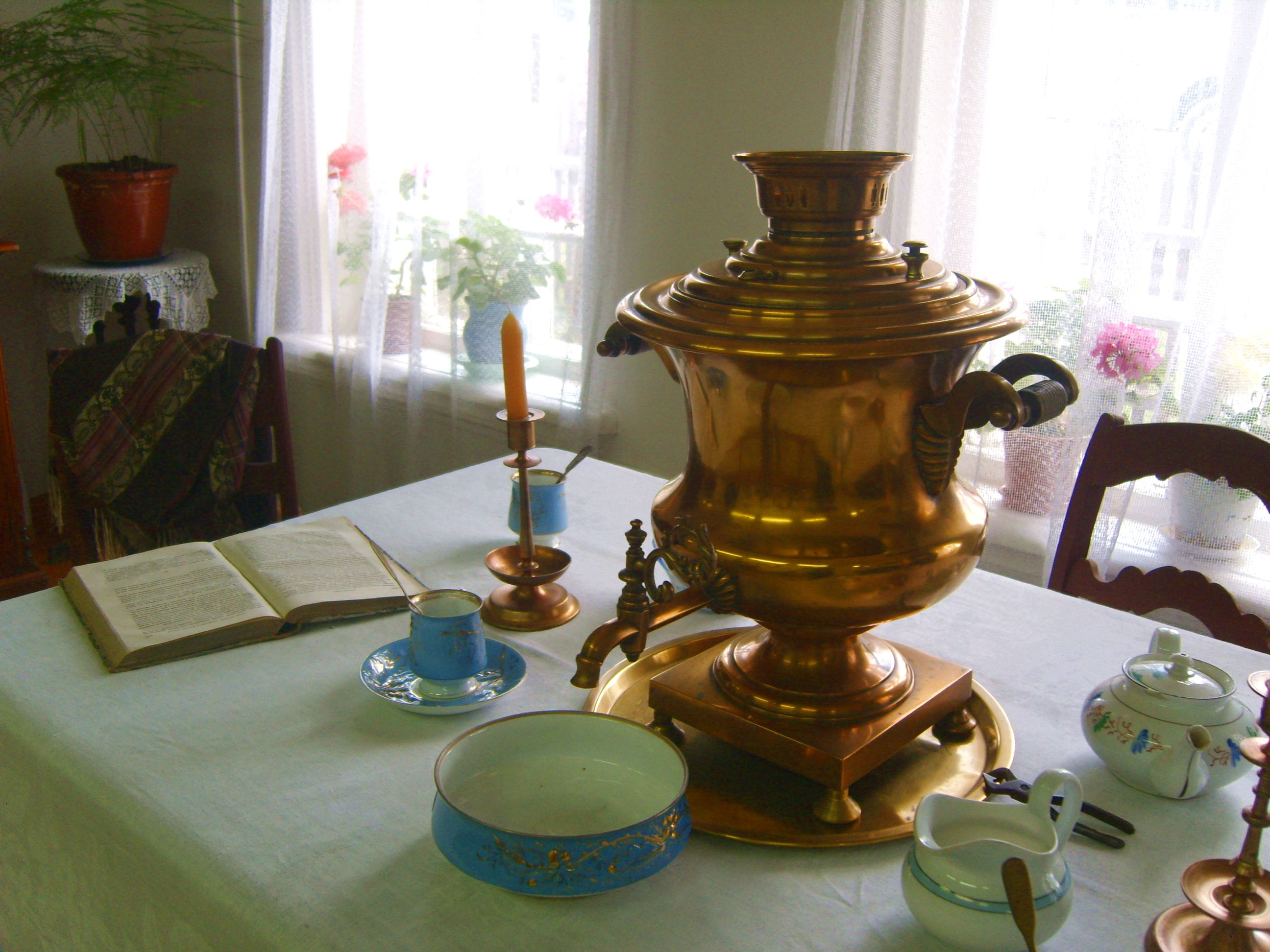
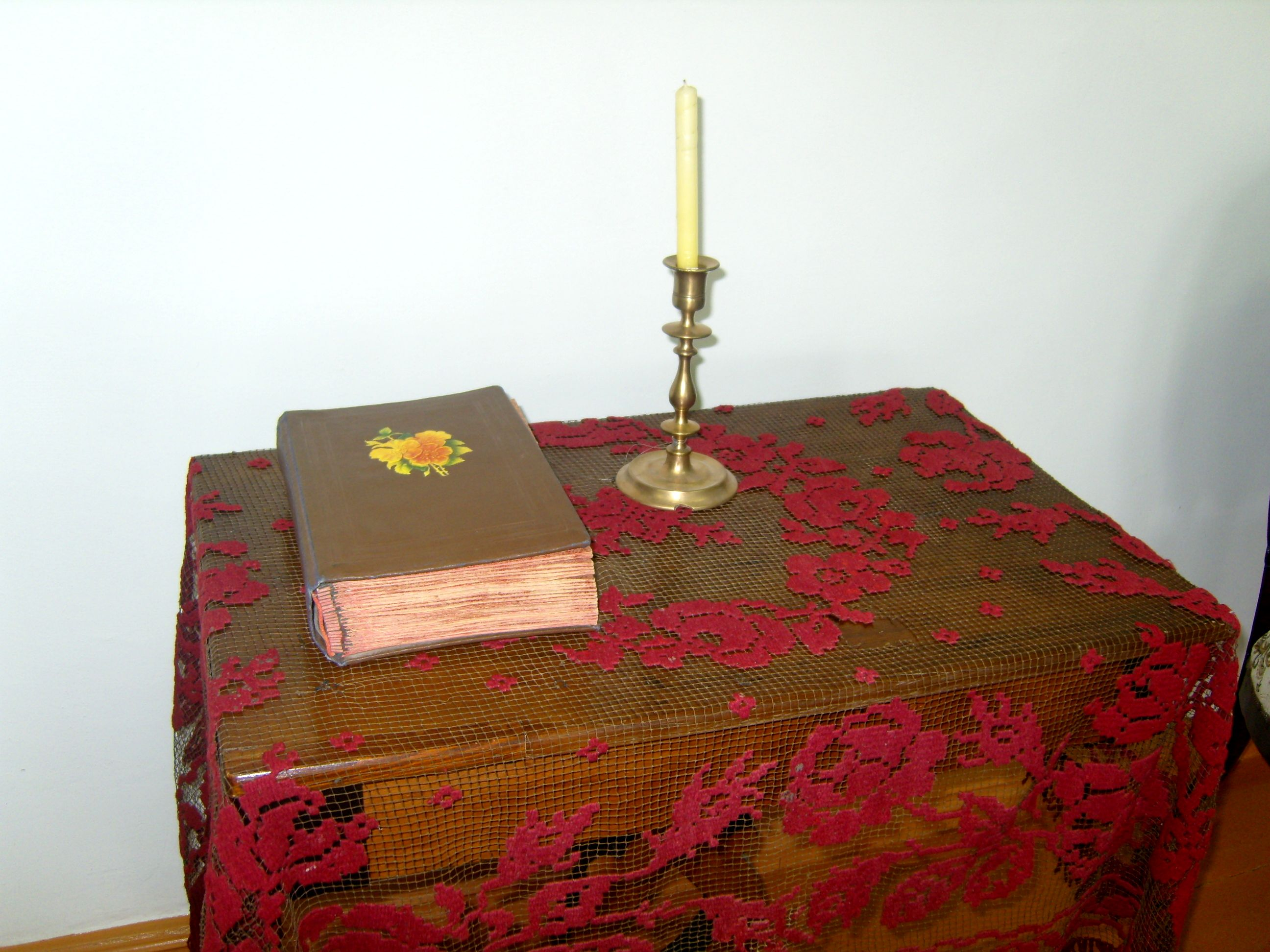
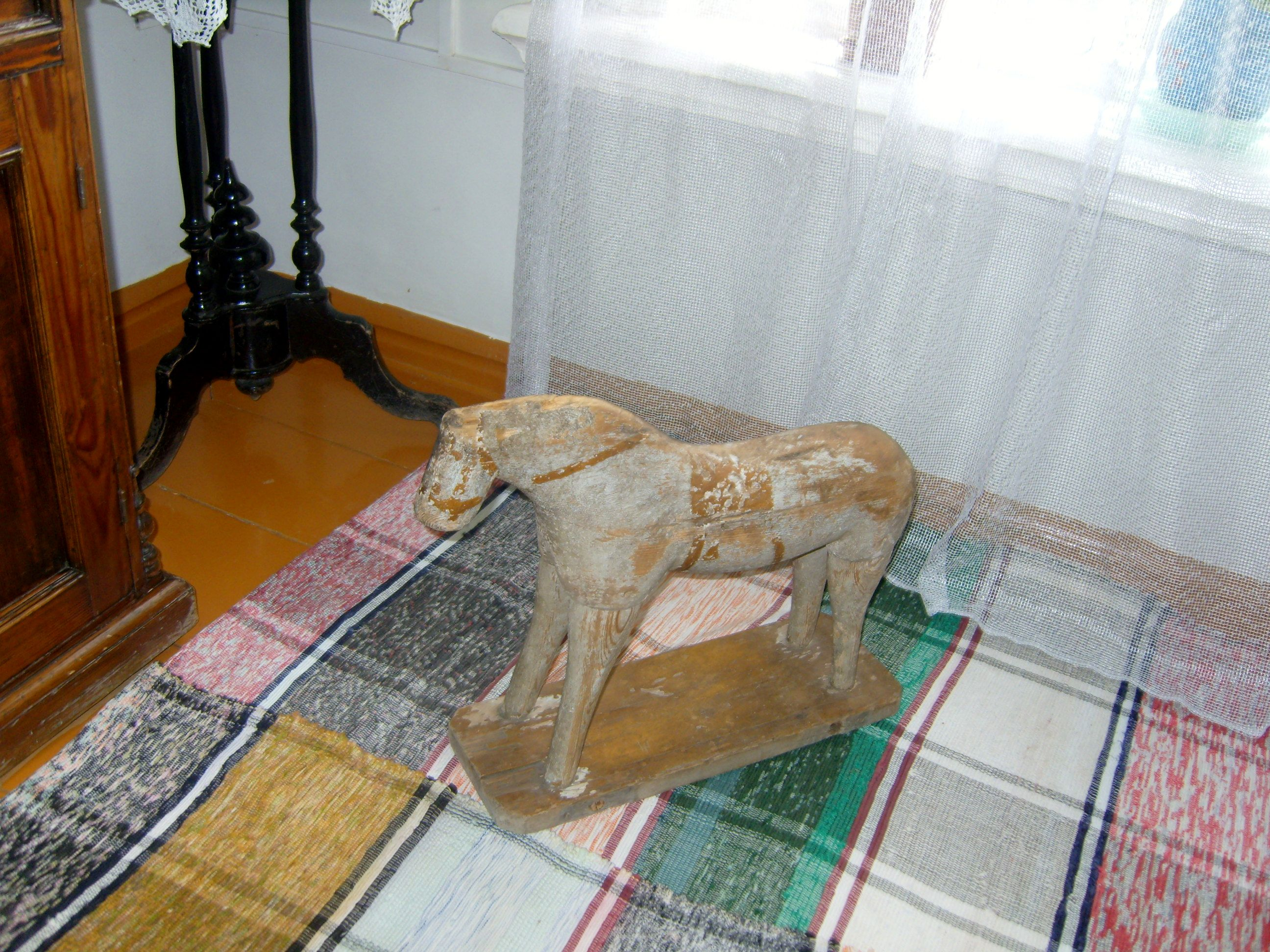
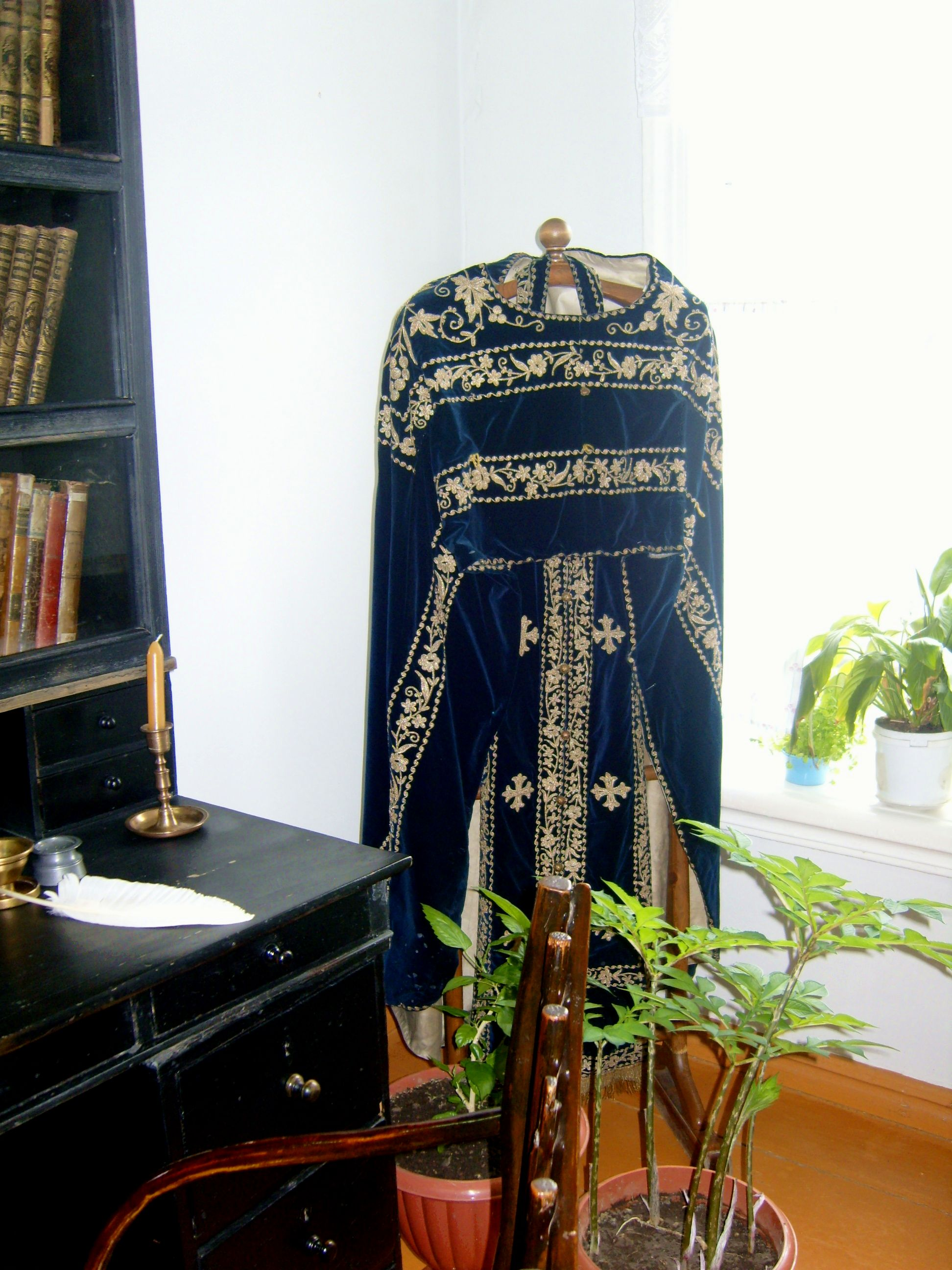